# Strib Skole
Strib Skole er en af de største skoler i Middelfart Kommune [kilde mangler]. Skolen har 599 elever.